# Herb Kemnitz
Herb Kemnitz – herb gminy Kemnitz stanowi hiszpańską tarczę herbową, której dwa pola przedzielone są falą, w górnej części na niebieskim polu lecący srebrny żuraw, w dolnej części na srebrnym polu niebieskie koło wodne z sześcioma przegrodami i dwunastoma łopatkami. 
Herb został zaprojektowany przez heraldyka Heinza Kippnicka ze Schwerina i zatwierdzony 23 maja 2007 przez Ministerstwo Spraw Wewnętrznych (Bundesministerium des Innern, für Bau und Heimat).

## Objaśnienie herbu
Fala w herbie symbolizuje położenie gminy nad rzekami Ziese i Hanshäger Bach oraz nad Dänische Wiek - częścią Zatoki Greifswaldzkiej. Żuraw wskazuje na miejsce spoczynku tego chronionego gatunku ptaków na terenie gminy. Koło wodne nawiązuje do rzemiosła wiejskiego a zwłaszcza do niegdyś istniejących młynów wodnych. Tynktura odnosi się do przynależności gminy do Pomorza Przedniego.